# 硫色絢孔菌
硫色絢孔菌，屬多孔菌科一種，是木棲腐生的中大型菇類，該菇類廣泛分佈在歐亞大陸、美洲、台灣等地之低中海拔林區，生長期間約是在春夏兩季之間。煮食後可供食用並可作為藥用。不過生吃有毒。

## 图片

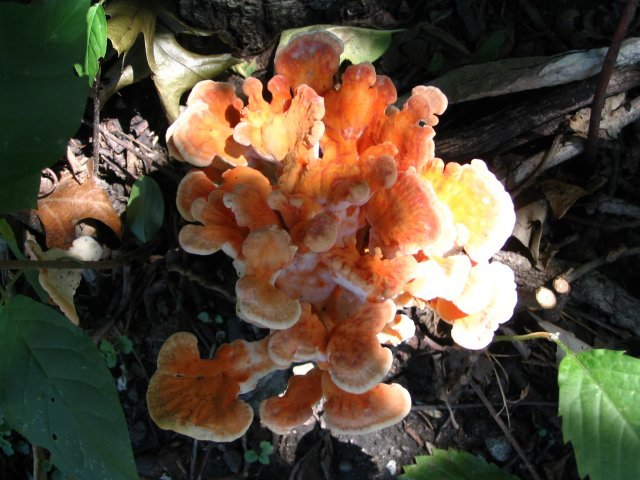
未成熟的硫色絢孔菌
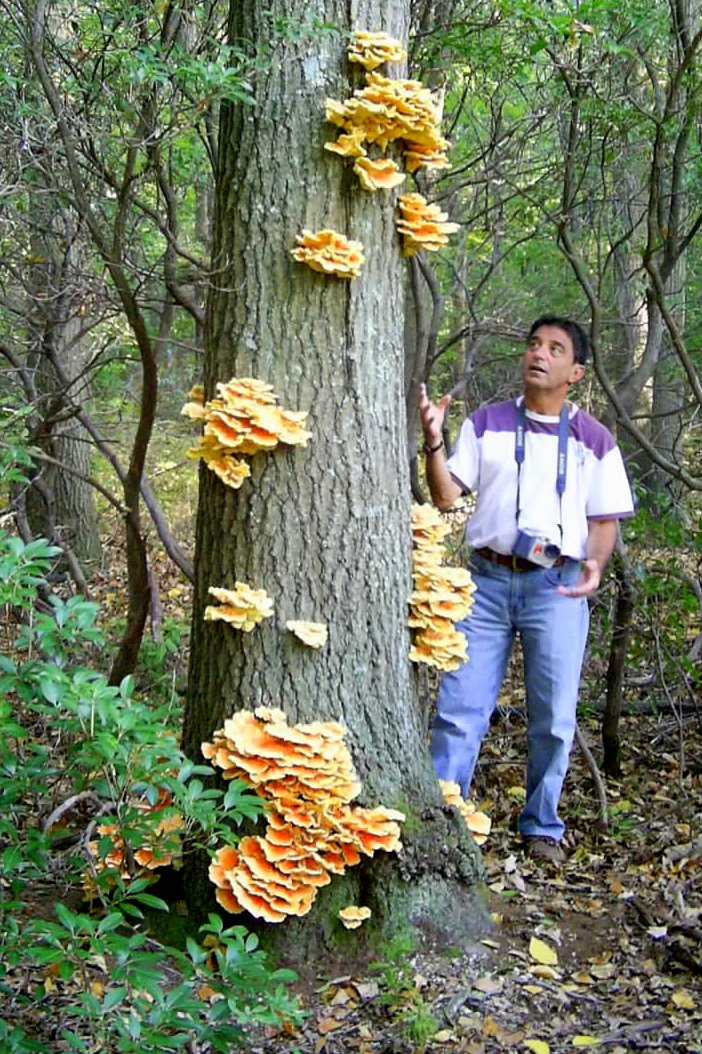
橡树上疯长的硫色絢孔菌
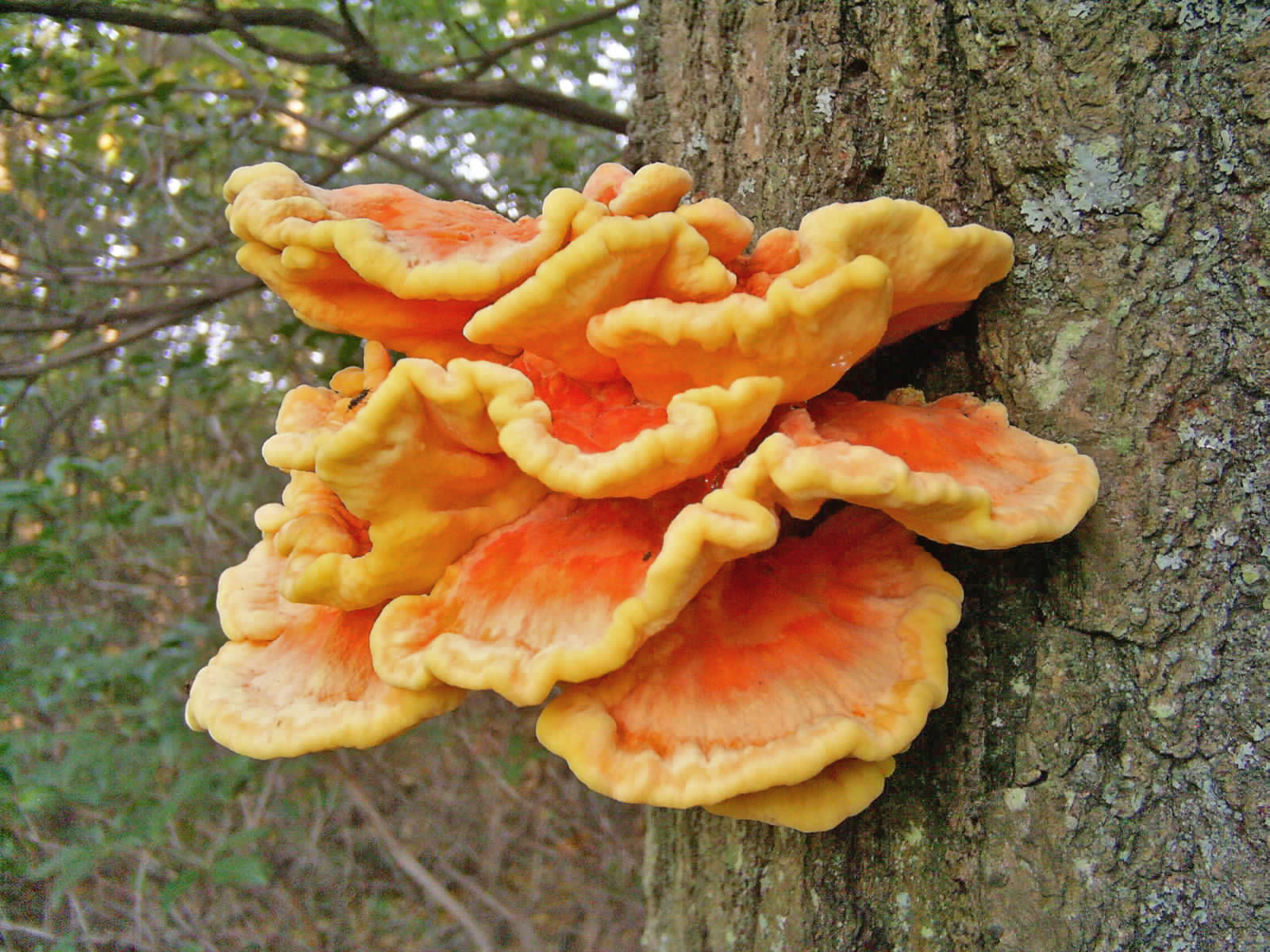
橡树上疯长的硫色絢孔菌（近距离）
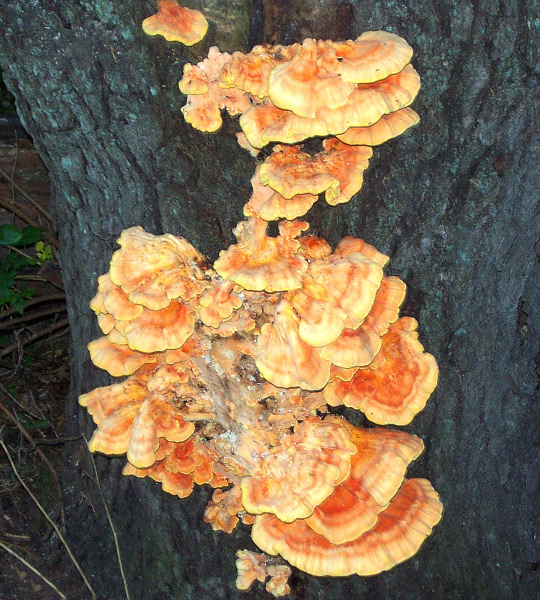
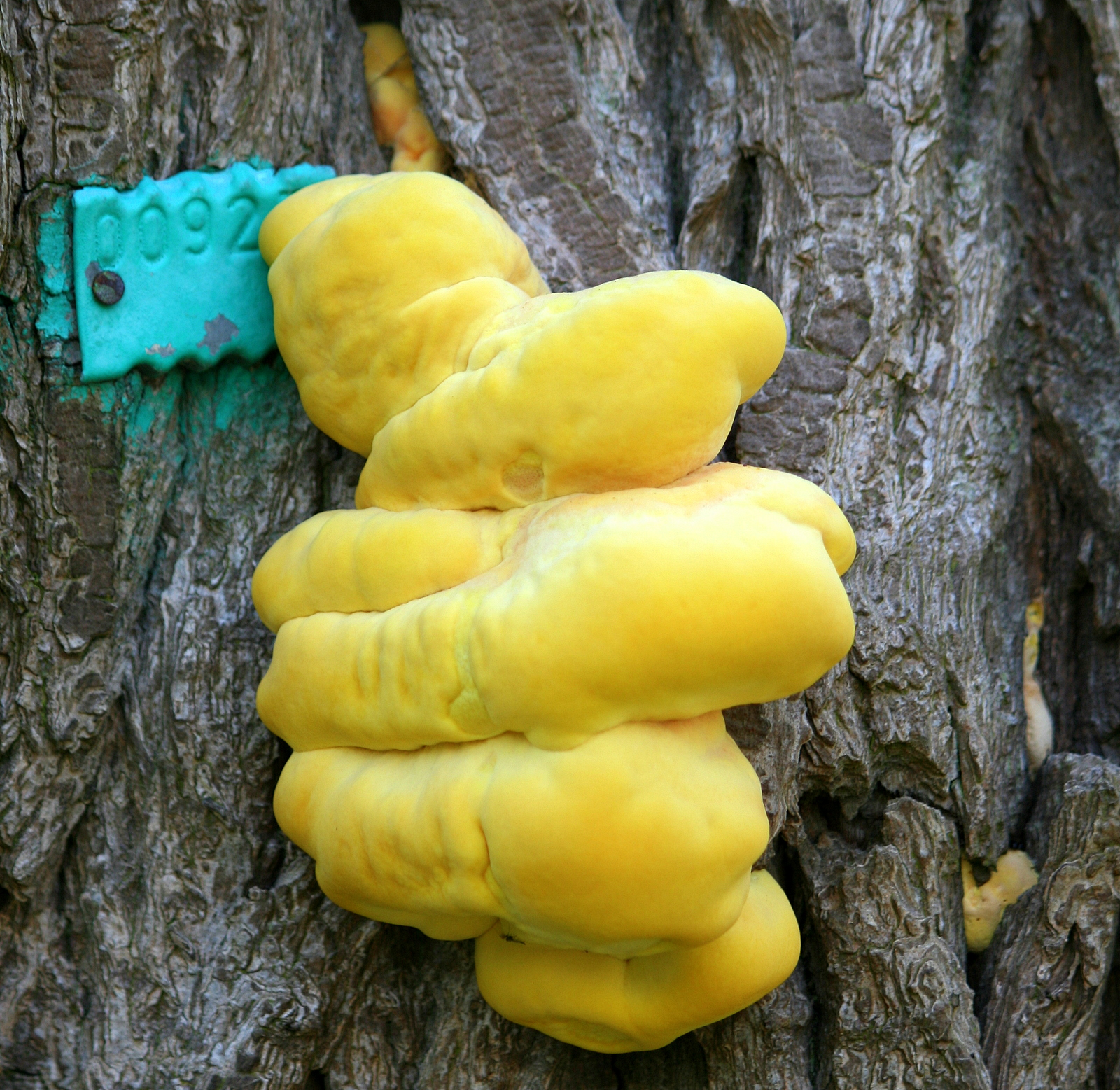
未成熟的硫色絢孔菌

## 外部連結
- （英文）Best Edible Wild Mushrooms at AmericanMushrooms.com （页面存档备份，存于）
- （英文）Photograph and more information （页面存档备份，存于）
- （英文）Description of mushroom and key characters （页面存档备份，存于）